# 美岱召镇
美岱召镇，是中华人民共和国内蒙古自治区包头市土默特右旗下辖的一个乡镇级行政单位。

## 行政区划
美岱召镇下辖以下地区：
何家库仑村、西营子村、协力气村、芦房沟村、瓦窑村、北卜子村、巧尔气村、塔尔拜村、缸房营村、打色令村、王家营村、张二海村、波罗营村、车站村、马场村、美岱召村、大脑包村、沙图沟村、河子村、后梁村、毛岱村、任三尧村、新营村、侯家营村、大古营村、北牛皮营村、榆次营村、西黑沙图村、东黑沙图村、沙圪堆村、八犋牛营村、南牛皮营村、河森茂村和葛家营村。

## 中国传统村落
美岱召村获评“中国传统村落”。